# Винницкий музыкально-драматический театр имени Н. К. Садовского
Ви́нницкий госуда́рственный академи́ческий музыкально-драмати́ческий теа́тр им. Н. К. Садовского — театральный коллектив, работающий в Виннице (Украина). Здание театра принадлежит территориальным обществам Винницкой области, и находится в управлении Винницкого областного Совета. Помещение театра расположено в центре города, зал имеет 700 мест.
Главный режиссёр — народная артистка Украины Таиса Славинская. В театре служат народные артисты Украины Валерий Прусс, Клавдия Барыл, Лидия Белозёрова, Анатолий Вольский; заслуженные артисты Украины Ж. Андрусышена, Н. Шолом, В. Хрещенюк, Н. Колесниченко, Л. Мамыкина, Н. Кривцун, Д. Калакай, В. Постников, А. Кнышук, Н. Чуча, которые составляют творческое ядро коллектива.
28 октября 2004 года театр получил статус академического.

## История
В начале XX века жители Винницы почувствовали необходимость в создании собственной оперы. Благосостояние местной элиты уже позволяло произвести расходы подобного масштаба, и театр мог удовлетворить желание светских развлечений. Вероятно, вопрос организации общественного досуга обсуждался и в официальных кабинетах городской думы.
Её председатель Николай Васильевич Оводов поддержал идею необходимости театра для города, а известный уже архитектор Григорий Григорьевич Артынов был готов разработать проект.
Местная буржуазия уже могла пожертвовать достаточные средства на собственные развлечения. Время сохранило имена нескольких винницких предпринимателей, которые взялись за подряд на строительство помещения театра. 30 января 1910 года купец Л. Зыскинд сообщал в Винницкую городскую управу:
Имею честь заявить, что по выполнение переданного мне подотряда из сооружения городского театра, я принимаю компаньона М. Неера на равных со мной правах и обязательствах.
Изготовлением декораций занялось одесское ателье М. Басовского, принимавшего участие в оформлении Александрийского императорского театра. Мебель поставил магазин Г. Зайденверга, техническое и электротехническое оснащение — контора И. Ройзенбурта. Здание было построено и отделано всего за 11 месяцев.

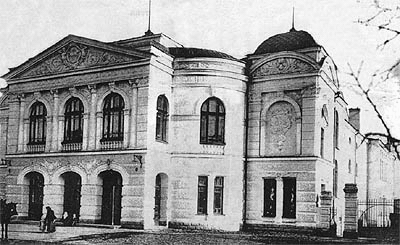
Первое здание театра, разрушено немцами в 1944 году. Проект архитектора Г. Г. Артынова

Литературно-художественный календарь-справочник «Вся Винница» так описывал в 1910 году винницкий театр:
Камерный театр стоимости 160 тысяч. Электрическое освещение, роскошные декорации, всевозможные приспособления и световые эффекты. Отдельное фойе, два буфета, вестибюль, касса, контора. Три занавеси: раздвижная (суконная), с клапаном и рекламная. Десять отдельных уборных для артистов с зеркалами и умывальниками. Театр вмещает до 1000 мест. Сдаётся под всевозможные гастрольные спектакли со всеми расходами: освещение, отопление, декорации, восемь гарнитуров мебели, реквизит, костюмерная, необходимая бутафория. Служащие: рабочие на сцене с опытным машинистом, сторож и рассыльной, капельдинеры, контроллер, кассирша.
Судя по архивным документам, в новом театре жизнь била ключом. Известно, что в апреле 1912 г. арендатором театра была Г. Д. Леонтовская, которая обязывалась платить городской управе за аренду театра 600 рублей в месяц и 25 — за каждый спектакль. Стоимость входного билета составляла от 17 копеек до 7 рублей.
До 1917 года на сцене театра выступали исключительно заезжие актёры. Собственная труппа театра была создана лишь в 1920 году Гнатом Юрой. Вместе с ним здесь начинали свой творческий путь такие мастера, как Амвросий Бучма, Алексей Ватуля, Владимир Сокирко, Феодосия Барвинская. Художником-декоратором с 1918 г. в театре работал, ставший в будущем знаменитым архитектором, Иосиф Каракис. Работал здесь и молодой Юрий Смолич, который позже описал этот период становления театрального коллектива в повести «Театр неизвестного актёра».
Считается, что именно эта группа актёров составила костяк будущего коллектива Киевского национального академического драматического театра им. И. Франко, поскольку в 1923 году трупа Юры переезжает в Харьков, а затем в Киев.
Винницкая сцена помнит выступления театра «Березиль» имени М. Заньковецкой, Московского театра драмы под руководством В. Мейерхольда. Также приезжали на гастроли в Винницу выдающиеся актёры: Наталья Ужвий, Юрий Шумский, Игорь Ильинский, Михаил Царёв, Ваграм Папазян, Зоя Гайдай, Леонид Собинов. В 1924 и 1926 годах с винницкой сцены выступал Владимир Маяковский.

В 1933 году в Виннице сформировалась собственная театральная труппа. Газета «Большевистская правда» 16 октября 1933 года писала: 
Завтра главный дирижёр т. Яновский взмахнёт палочкой и увертюра из «Аиды» зазвучит в стенах винницкого театра. Начнётся художественная служба оперного коллектива, который должен стать проводником музыкальной культуры в трудящиеся массы.
17 октября 1933 — состоялся первый сезон Винницкого областного театра оперы и балета. Его художественным руководителем стал ученик Николая Садовского, известный актёр и режиссёр С. Бутовский.
Кроме уже упомянутой оперы «Аида», в репертуар театра входили постановки «Фауста», «Евгения Онегина», «Пиковой дамы», «Тихого Дона», «Поднятой целины».
1940 году постановлением Совнаркома Украины Винницкий театр оперы и балета реорганизован в украинский областной музыкально-драматический театр. В это время на его сцене появились спектакли «Запорожец за Дунаем» (комическая опера, живущая и сегодня), «Энеида», «Наталка Полтавка», «В степях Украины», «Маруся Богуславка», «Сватанье на Гончаривке».
Во время Великой Отечественной войны театр не прекращал свою работу. На его сцене ставилась украинская и мировая классика: , «Ой не ходы, Грыцю, та й на вечерницы», «Бахчисарайский фонтан», «Катерина», «Цыганка Аза», «Маруся Богуславка», «Хмара», «Назар Стодоля», «Евгений Онегин», «Дон Кихот», «Кармен», «Риголетто», «Дай сердцу волю». При театре работала балетная студия. Ставились большие концерты.
11 декабря 1941 г. после премьеры «Цыганки Азы» газета «Винницкие вести», информируя о достижениях актёров театра, констатировала «развитие искусства национального, искусства, воссоздающего душу народа…».
Во время немецкой оккупации, театр продолжил работу. Кроме местных артистов, в труппу театра вошла, великолепная супружеская пара — знаменитое колоратурное сопрано Ланская (к тому же ещё и редкая красавица) и известный бас Фокин, приехавший в Винницу погостить к родным и попавший здесь в оккупацию.
Винницким театром интересовался рейхсминистр авиации Германии Герман Геринг. Из стенограммы допроса бывшего рейхсминистра авиации Германа Геринга 17 июня 1945 года:
Вопрос: Вы сами бывали на восточном фронте?
Ответ: Я был в России очень недолго. Знаю только один русский город Винницу. В Винницу я приехал не по делам, а потому что меня заинтересовал находящийся там театр.
Геринг действительно был в винницком театре, на опере «Кармен». После окончания спектакля Геринг прошёл за кулисы и через переводчика выразил своё восхищение игрой и вокалом актёров, расцеловав при этом руки всем театральным красавицам. В заключение рейхсмаршал выразил надежду, что во время следующего своего визита в Винницу он сможет насладиться постановкой какой-нибудь из опер Рихарда Вагнера, любимого композитора фюрера и всех немцев. Пожелание Геринга было принято к сведению, и сразу же после его отъезда начались репетиции. Впрочем, творениям Вагнера не было суждено явиться на винницкой сцене: репетиции были прерваны отступлением нацистских войск. Отступая, немцы сожгли все лучшие здания в центре города, в том числе и столь любимый ими театр.
После большого пожара 1944 года театр нуждался в серьёзной реставрации. Руководил работами прораб Д. Щекотихин, известный тем, что и в 1910 году принимал участие в возведении этого здания. Пока на пожарище трудились строители, в бывшем помещении клуба промкооперации, где временно поселился театр, весной 1945 года была показана бессмертная «Наталка Полтавка». В это сложное время директором театра стал Фёдор Верещагин.
На протяжении 1946—1948 годов реставрация театра по проекту архитектора Д. Чорновола была закончена — фасад был выполнен в псевдоклассицистическом стиле с восьмиколонным портиком и «расцветом искусства» в тимпане. Приказом Комитета по делам искусств при Совнаркоме Украины от 13 ноября 1948 года здесь поселился коллектив Измаильского музыкально-драматического театра, который объединился с Винницким. Фёдор Верещагин, уже как главный режиссёр, возглавил объединённую труппу.
В 1957 году после успешных гастролей в Москве театру присвоено имя корифея украинской сцены Николая Садовского.
Народный артист СССР Фёдор Верещагин оставался неизменным руководителем театра до 1986 года. После его смерти в 1996 году одна из улиц Винницы названа его именем. Ф. Г. Верещагин сплотил вокруг себя коллектив единомышленников, таких как Народные артисты Украины И. Садовский, И. Сикало, С. Онипко, Н. Педошенко, В. Сыроватко, И. Тарапата, заслуженные артисты Украины М. Овчаренко, Ф. Трегуб, А. Молдаван, Я. Глыб, М. Анищенко, Н. Шановская и другие.

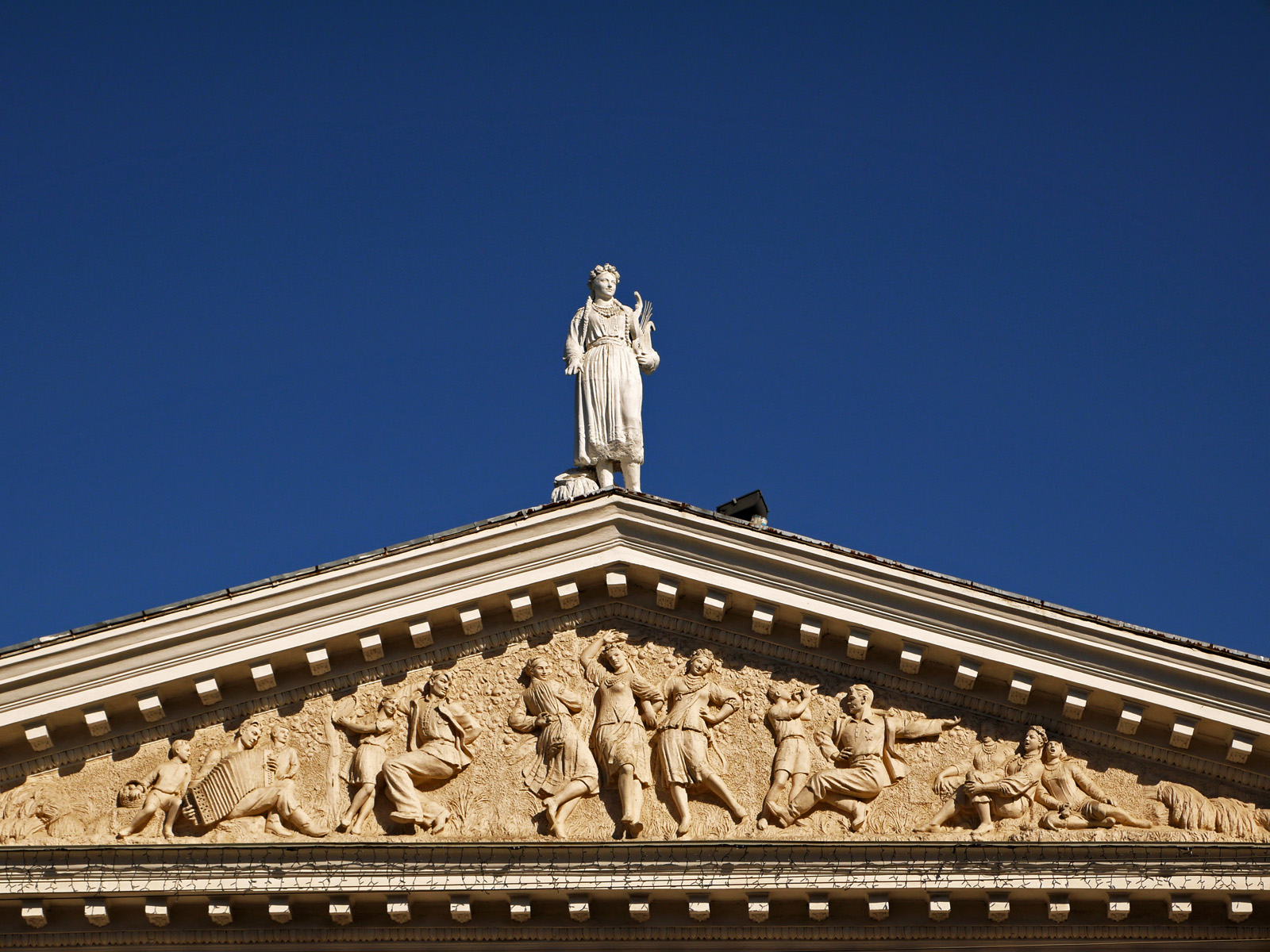
Фронтон

На сцене рядом с современными пьесами идут произведения украинской и мировой классики, среди которых «Разлом» Б. Лавренёва, «Оптимистичная трагедия» В. Вишневского, «Старик» М. Горького, «Ревизор» Н. Гоголя, «Лес» А. Островского, «Живой труп» Л. Толстого, «Сон князя Святослава» И. Франка, «Гайдамаки» Т. Шевченко, «Савва Чалый» И. Тобилевича, «Не судилось» Г. Старицкого, «Оборотень» О.Кицберга, «Дуй, ветерок!» Я. Райниса, «Эмилия Галотти» Лессинга, «Перед закатом солнца» Гауптмана, «Кавказский меловой круг» Б. Брехта и другие.
Среди музыкальных представлений театра оперы: «Екатерина» Аркаса, «Черноморцы», «Наталка Полтавка» Н. Лисенко, «Запорожец за Дунаем» С. Гулака-Артемовского, «Майская ночь» Н. Лысенко и Васильева, оперетты И. Дунаевского, Милютина, Рябова, Листова, Сандлера, Фельцмана, Филипенка. Значительное место в репертуаре театра занимают пьесы М. Зарудного, А. Ф. Коломийца, М. Стельмаха, И. Стаднюка.
В 2003 году коллектив театра награждён Почётной грамотой Кабинета Министров Украины за весомый вклад в развитие украинского театрального
искусства.

## Ветераны сцены
Свыше 20 лет работал директором-распорядителем театра заслуженный работник культуры Украины С. Гурьевский, свыше 40 лет — главный художник, заслуженный работник культуры Украины К. Витавский, художник М. Билык, главный балетмейстер театра, заслуженный артист Молдавии М. Грищенко, заслуженные артисты Украины, В. Немченко, А. Гнибель, М. Попруга, заслуженный артист Кабардино-Балкарской АССР Б. Галафутник.
С 1986 и вплоть до выхода на пенсию в 2016 году пост главного режиссёра занимал народный артист Украины Виталий Евдокимович Селезнёв.
Свыше 30 лет возглавлял музыкальную часть театра заслуженный деятель искусств Кабардино-Балкарской АССР Д. Немченко. Сейчас на этом посту Е. Близнюк.

### Репертуар
Репертуар театра постоянно обновляется:
«София» В. Е. Селезнёва, «Лесная песня» Л.Украинки, «Я бы тебе небо преклонил» И.Карпенка-Карого, «Шельменко-денщик» Г. Квитки-Основьяненко, «Незаконченая история» и «Осенняя мелодия» В. Е. Селезнёва, «Ночь Святого Валентина» О. Марданя, «Осень в Вероне» А. Крыма, «Дядя Ваня» А. П. Чехова, «Женитьба Фигаро» Бомарше, «Ревизор» Н. В. Гоголя, «Bon appétit, або Гарнир по-французски» М. Камолетти, «Хелемськие мудрецы» М. Гершензона, «Нужен лгун» Д. Псафаса, «Майская ночь» М. Старицкого по Н. В. Гоголю, «Наталка Полтавка» И. П. Котляревского, «Так выходят в люди» О. Островского, «Маруся Чурай» В. Селезнёва по Л. Костенко, «Любовь в стиле Барокко» Я. Стельмаха, «Полёт над гнездом кукушки» К. Кизи, «Жажда экстрима» А. Крыма, «Дом Бернарды Альбы» Г. Лорка, «Ассо и Пиаф» О. Миколайчука-Низовца, «Восемь любящих женщин» Р. Тома.
В 2009 году спектакль «Лесная песня» (режиссёр Т. Славинская, балетмейстер Д. Калакай) стал лауреатом Государственной премии имени Леси Украинки.

## Современная труппа театра

### Народные артисты Украины
- Барыл Клавдия Фёдоровна
- Белозёрова Лидия Алексеевна
- Вольский Анатолий Миронович
- Иван Иванович Садовский (1945—1948)
- Славинская Таиса Дмитриевна
- Прусс Валерий Валентинович

### Заслуженные артисты Украины
- Андрусышена Жанна Степановна
- Калакай Диана Сергеевна
- Кнышук Анатолий Алексеевич
- Колесниченко Надежда Николаевна
- Кривцун Надежда Сергеевна
- Мамыкина Людмила Михайловна
- Остапчук Любовь Антоновна
- Постников Владимир Михайлович
- Скрипник Мария Васильевна
- Хрещенюк Валентина Васильевна
- Чуча Николай Максимович
- Шолом Наталья Анатольевна

### Заслуженные работники культуры Украины
- Лозовский Владимир Васильевич
- Мельник Анатолий Дмитриевич

### Режиссёры
- Мазур Тарас

### Дирижёр
- Близнюк Елена

## Координаты
Театр находится в центре города Винница.
- Адрес: Украина, г. Винница, ул. Театральная, 13.